# 김용호 (야구 선수)
김용호(金勇虎, 1986년 3월 29일 ~ )는 KBO 리그 전 한화 이글스의 내야수이다. 양투양타이다.

## 프로 입단 전
춘천초등학교, 춘천중학교를 거쳐 춘천고등학교에 입학한다. 2005년 고등학교를 졸업하고 성균관대학교에 입학한다. 졸업 후 2011년 한국 프로 야구 신인선수 지명 회의에서 한화 이글스의 5라운드 지명을 받는다.